# Jean Servais (architect)

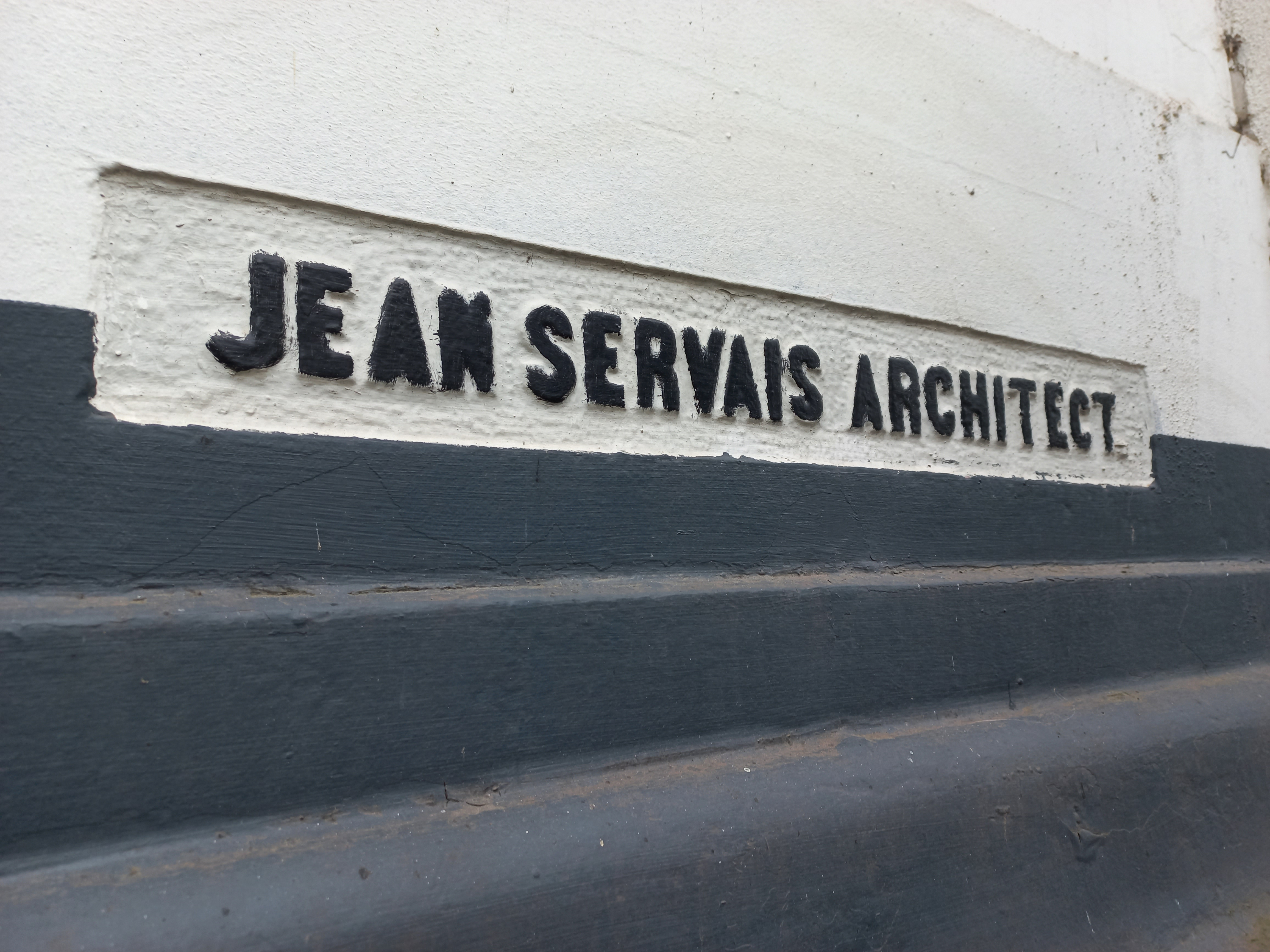
Naam op Plantage Middenlaan 48 (mei 2022)

Joannes Josephus (Jean) Servais (Antwerpen, 18 maart 1836 – Hilversum, 31 augustus 1907) was een Nederlands architect van Belgische komaf.
Hij was zoon van stukadoor Joseph Servais en Marie Corluy. Ook grootvader Gérard Servais was stukadoor. Opa en vader maakten gedecoreerde plafonds van gips etc. Broer Augustus werkte ook in de bouw. Verre familie Karel/Charles Servais werkte als bouwmeester in Antwerpen, onder andere voor de Antwerpse zoo. Jean Joseph was sinds 1875 als bouwmeester getrouwd met de Amsterdamse Elisabeth Maria Theodora Halé en woonde de laatste jaren aan de Roeltjesweg 23 te Hilversum. 
Hij kwam via Brussel rond 1866 naar Amsterdam, woonde even aan de Heiligeweg, maar trok in het gebouw Stadhouderskade 39/P.C. Hoofstraat dat hijzelf had ontworpen. Hij woonde op nummer P.C. Hooftstraat 2. In dat gebouw, dat in een schilderij werd vastgelegd door Carel Willink, kon hij het zich veroorloven een dienstbode in dienst te nemen, met wie hij in 1874 trouwde. Even later vertrok het gezin naar Hilversum om in een door hemzelf ontworpen pand aan de Roeltjesweg te trekken, het gebouw brandde in 1890 af. Het gezin trok vervolgens naar Roeltjesweg 23, ook van zijn hand. Zijn vrouw overleed in 1906, een jaar later volgde hij haar. Het echtpaar werd begraven op het RK Kerkhof aan de Sint-Annastraat, later geruimd ten behoeve van het Vitushof.
Servais liet een aantal meest grote gebouwen na in de stadsuitbreidingen in Amsterdam (Museumkwartier en Plantage). Voor Hilversum waren het meest villa’s veelal met chaletinvloeden. Hij was in Amsterdam al deelnemer van de "NV Trio, een maatschappij tot exploitatie van onroerende goederen" en in Hilversum deelnemer in "Park- en bouwmaatschappij Hilversum" en als zodanig betrokken bij de inrichting van het Susannapark, onder andere de later gesloopte villa Palaboean. Niet alles wat hij heeft ontworpen is bewaard gebleven, zo is een groot complex aan de Nicolaas Witsenkade al in de 19e eeuw ingestort. Zowel in Amsterdam en in Hilversum is een aantal creaties van hem tot gemeentelijk of rijksmonument verklaard. Hij trad dus ook op als huiseigenaar en haalde daar per jaar een inkomen van 10.000 gulden mee op.
De familie trok trok de gehele westerse wereld over, waarbij kleinzoon James Servais in de bouwwereld in Oakland (Californië) werkte.   